# Tucker Fredricks
Tucker Fredricks (* 16. dubna 1984 Janesville, Wisconsin) je americký rychlobruslař.
V roce 2002 poprvé startoval na Mistrovství světa juniorů, od následující sezóny začal pravidelně nastupovat v seriálu Světového poháru. Zúčastnil se Zimních olympijských her 2006, kde se v závodě na 500 m umístil na 25. místě. Na následujícím Mistrovství světa 2007 si z této trati odvezl bronzovou medaili. V ročníku 2006/2007 zvítězil i v celkovém hodnocení Světového poháru v závodech na 500 m, což se mu podařilo zopakovat také v sezóně 2009/2010. Na ZOH 2010 byl na distanci 500 m dvanáctý, na ZOH 2014 se na této trati umístil na 26. příčce. Po sezóně 2013/2014 přestal pravidelně závodit, od té doby absolvoval pouze ojedinělé starty.